# 甲型流感病毒H7N4亞型
H7N4是一種甲型流感病毒（有時稱禽流感）的亞種。
一种高致病性的H7N4變種於1997年在澳洲新南威爾士州引起了在鸡隻之間的轻微流感爆发。
在2018年2月14日，香港衞生防護中心接獲中国卫计会通報病例，有一名68岁居於江苏常州溧陽的女性患者在2017年的圣诞节感染了H7N4。据国家卫计委所述，她在2018年元旦被送往医院治疗，并在1月22日康復出院。她在發病前曾接觸活家禽。她的所有密切接觸者在醫學觀察期間沒有出現病徵。